# Templomosok (televíziós sorozat)
A Templomosok (eredeti cím: Knightfall) egy fikciós történelmi dráma, melyet 2017-ben kezdtek bemutatni az amerikai History Channel-en. Magyarországon az HBO GO kínálatába került fel először, majd az HBO is bemutatta az első évadot 2017. december 8-án, majd 2019. május 24-én a második évadot is.
Története a templomos lovagrend utolsó éveit mutatja be: a visszaszorulásukat, bukásukat, majd IV. (Szép) Fülöp francia király általi felosztatásukat 1307. október 13.-án. A sorozat főhőse a templomosok vezetője, Sir Landry du Lauzon, egy bátor harcos, akinek hite megrendült, miután ott volt 1291-ben Akkó ostrománál, melyet a muszlimok elfoglaltak, és az általuk őrzött Szent Grál is odaveszett. Amikor később kiderül számára, hogy a szent ereklye megmenekült, mindent megtesz azért, hogy előkerítsék.

## Szereplők
- Tom Cullen mint Sir Landry du Lauzon (magyar hangja Horváth Illés):[5] veterán keresztes lovag, nemes, bátor és nagylelkű. Godfrey lovag vette szárnyai alá még gyerekkorában és ő nevelte őt hithű harcossá. Akkó ostrománál is ott volt 1291-ben, és végig kellett néznie, ahogy a muszlimok elfoglalják a Szentföld utolsó keresztény városát, s a Szent Gál odaveszését. 15 évvel később Landry lesz a templomosok vezetője, miután Godfreyt, a rend korábbi fejét orgyilkosok megölik. Landry hitehagyott és elkeseredett, mert szerinte a templomosok elvesztették eredeti feladataikat. Reménye visszatér, amikor kiderül, hogy a Szent Grál valahol még mindig megvan: a sorozat ennek a felkutatásáról és Godfrey meggyilkolásának körülményeinek felgöngyölítéséről szól.
- Jim Carter mint VIII. Bonifác pápa (magyar hangja Szersén Gyula): a keresztény egyház feje, aki az egyensúlyt biztosítja a világban a korrupt és hataloméhes világiakkal szemben. Ügyes politikus, a templomosok a vezetőjükként tisztelik, és kérdés nélkül végrehajtják azt, amit kíván. Amikor tudomást szerez a Szent Grál felbukkanásáról, kinevezi Landreyt a templomosok új vezetőjének, és kéri, hogy kutassa azt fel, mert a segítségével egyesíthetné a világ összes keresztényét és keresztes háborút indíthat a Szentföldre.
- Pádraic Delaney, mint Gawain (magyar hangja Kárpáti Levente): a templomosok legügyesebb kardforgatója. Megsérült a lábán, amikor Landryt kimentette Akkó ostrománál. 15 évvel később Landry, azt állítva, hogy sérülése miatt úgysem tud már harcolni, új szolgálatot bíz rá: az újoncok kiképzését. Ezt sértésnek véve megrendül a hite a rendben, ugyanakkor bízik abban, hogy ha előkerül a Grál, az képes lenne meggyógyítani sérülését.
- Simon Merrels, mint Tancrede (magyar hangja Makranczi Zalán): veterán lovag, aki a végletekig hűséges a rendhez. Társaival ellentétben valamikor házas volt, de otthagyta korábbi életét, hogy csatlakozhasson a templomosokhoz. A Szent Grál keresése közben Landry mellett áll, és megtesz mindent a küldetés teljesítése érdekében.
- Julian Ovenden mint Guillaume de Nogaret (magyar hangja Papp Dániel): Fülöp király pecsétőre, jogásza, és jobb keze. Nem hisz a keresztény tanításokban, nagyszerű manipulátor, és számító. Vallásellenessége gyerekkorából származik, amikor szüleit eretnekként megégették. Ő is keresi a Szent Grált, emellett politikai célja az, hogy Izabella hercegnőt Anglia hercegéhez adja, megpecsételve egy királyi frigyet.
- Olivia Ross, mint Johanna királyné (magyar hangja Haumann Petra): Franciaország királynője és Navarra régenskirálynője. Ügyes politikus, aki mindent megtesz gyermekeiért, különösen lányáért - férjével szemben azonban távolságtartó és fél is tőle. Jó barátságban áll Landryvel, mely barátság köztük románccá alakul, a férfi szüzességi fogadalma ellenére teherbe is ejti a királynét.
- Ed Stoppard mint IV. Fülöp francia király (magyar hangja Bozsó Péter): szépsége miatt Szép Fülöpnek is hívják. Európa legnagyobb uralkodójának szerepére pályázik, miközben a magánéletében is komoly küzdelmeket kell megvívnia. Landryt jóbarátjának és mentorának tartja, mióta a férfi megmentette őket egy rablótámadástól.
- Sabrina Bartlett, mint Izabella hercegnő (magyar hangja Lamboni Anna): Fülöp és Johanna lánya, gyönyörű, energetikus és kissé önfejű is. Mivel már elég idős ahhoz, hogy férjhez adhassák, házassága egy fontos politikai kérdés a sorozat során.
- Bobby Schofield mint Parsifal (magyar hangja Czető Roland): parasztlegény, aki a templomosok sorába áll, hogy megtalálja jegyese, Marie gyilkosait, és bosszút álljon rajtuk. Heves és önfejű, és sokszor kimondja, ami a szívét nyomja, mellyel sokszor veszélybe sodorja önmagát.
- Sarah-Sofie Boussnina, mint Adelina (magyar hangja Szabó Zselyke): valamikor Akkóban élt a családjával, annak ostrománál mentette meg őt és családját Landry. A zsidók ellen hozott rendeletek miatt otthontalan lett, tolvajként tengeti az életét, és ő maga is aktív részese a Szent Grál kutatásának.
- Tom Forbes mint X. (Civakodó) Lajos, Szép Fülöp és Johanna legidősebb fia, trónörökös.
- Mark Hamill mint Talus mester, veterán templomos lovag.

## Epizódok

### Első évad (2017-2018)
| Sor. | Év. | Cím                                                                                         | Rendező           | Író                                   | Premier                               |
| --- | --- | ------------------------------------------------------------------------------------------- | ----------------- | ------------------------------------- | ------------------------------------- |
| 1. | 1.  | Tudod, mit kell tenned (You'd Know What to Do)                                              | Douglas Mackinnon | Don Handfield & Richard Rayner        | 2017. december 6. 2017. december 8.   |
| 43 napos ostrom után végül elesik Akkó városa a Szentföldön. Landry lovag, a templomosok egyik katonája elkeseredetten védi a várost és a Szent Grált a muszlimok támadása ellen, de kudarcot vall. Akkó elesik, a Szent Grál pedig elvész. Tizenöt évvel később Landry már Párizsban él a rend maradékával, hitehagyottan, mert úgy érzi, elvesztették létezésük valódi célját. Amikor vezetőjük, Godfrey mester orgyilkosság áldozata lesz, ő és testvérei az elkövetők nyomába indulnak, s közben felfedezik, hogy a Grál megmenekült, és valahol francia földön van. Egy fiatal parasztlegény, Parsifal kapcsolatba kerül a templomosokkal a gyilkosság kapcsán, majd az ő menyasszonyát is megölik a haramiák. |     |                                                                                             |                   |                                       |                                       |
| 2. | 2.  | Keresd meg a Grált (Find Us the Grail)                                                      | Douglas MacKinnon | Don Handfield & Richard Rayner        | 2017. december 13. 2017. december 15. |
| Bonifác pápa Párizsba érkezik, ahol megtudja, hogy a Grál megmenekült. Landryt a templomosok nagymesterévé nevezi ki, majd utasítja, hogy találja meg az ereklyét. A pápa érkezése politikai hullámokat is vet: de Nogaret, Fülöp király pecsétőre rossz néven veszi, hogy Izabella hercegnőt inkább a katalóniai herceg jegyeseként látná szívesen a pápa, semmint Edward angol hercegéként. A templomosok mellett maradó Parsifal leszámol menyasszonya és Godfrey gyilkosával. |     |                                                                                             |                   |                                       |                                       |
| 3. | 3.  | A fekete és a fehér farkas (The Black Wolf and the White Wolf)                              | David Petrarca    | Dominic Minghella                     | 2017. december 20. 2017. december 22. |
| Egy nyomra bukkanva Landry és Tancrede eljutnak Godfrey nagymester szülőházába. Kiderül számukra, hogy valódi neve Marcel volt, de Caux báró legkisebb fia. Mielőtt a család teljes történetét megismerhetnék, szaracén orgyilkosok támadnak rájuk. Parsifal csatlakozik a templomosokhoz, de mielőtt harcos lehetne, előbb szerzetesi képzést kell kapnia. De Nogaret elkezdi mesterkedéseit Izabella hercegnő és Lajos katalán herceg frigye ellenében. |     |                                                                                             |                   |                                       |                                       |
| 4. | 4.  | Az, ki megtalálja önmagát, megtalálja Istent (He Who Discovers His Own Self, Discovers God) | David Petrarca    | David Elliot & Jason Grote            | 2017. december 27. 2017. december 29. |
| Egy szaracén orgyilkost megölnek a templomosok rendházában, mielőtt kihallgathatnák. Miközben a gyilkost keresik, Landry a rajta található tetoválást ismerősnek találva felkeres egy pogány papot az Ardennekben, hogy segítsen neki rájönni, honnan olyan ismerős neki. Kiderül, hogy Johanna királyné Landry gyerekével terhes, és mindent megtesz, hogy elvetéljen, de legalább leplezze. De Nogaret eléri, hogy Izabella hercegnőt paráznasággal vádolva szüzességi vizsgálatot hajtsanak végre rajta, ezzel csorbítva a frigy értékét. |     |                                                                                             |                   |                                       |                                       |
| 5. | 5.  | Az erős csapás eltörli a bűnt (Hard Blows Will Banish the Sin)                              | Metin Hüseyin     | Sharon Hoffman & Vivian Tse           | 2018. január 3. 2018. január 5.       |
| Fülöp király, tartva az angolok támadásától, a templomosokat kéri fel, hogy vigyázzanak Izabella és Lajos esküvőjének biztonságára. Landry felfedezi, hogy Johanna királyné az ő gyerekével várandós.Gwaine és Parsifal felfedezik, hogy Oxford grófja egy veszélyes fegyver, a görögtűz birtokában van, és talán de Nogaret áll az események mögött. Lajost egy merénylet során megölik. |     |                                                                                             |                   |                                       |                                       |
| 6. | 6.  | A láncok zarándoklata (The Pilgrimage of Chains)                                            | Metin Hüseyin     | Sonny Postiglione                     | 2018. január 10. 2018. január 12.     |
| Landry a Fény Testvériségének fogságába esik, ahol megláncolják és megkínozzák. Mégis elengedik, és a Grálhoz vezető utat is elárulják neki, azzal a feltétellel, ha Tancrede-et, társuk gyilkosát átadja nekik. A királyi udvarban de Nogaret mesterkedései lelepleződnek. Fülöp király felségárulásért halálra ítéli, ám egy szövetségese az utolsó pillanatban levágja az akasztófáról, így el tud menekülni. |     |                                                                                             |                   |                                       |                                       |
| 7. | 7.  | És biztosan nem a nyomorék (And Certainly Not the Cripple)                                  | Douglas MacKinnon | Jason Grote & David Elliot            | 2018. január 17. 2018. január 19.     |
| Landry és Gwaine a Grál keresése közben oda mennek, ahol először találkoztak Godfrey-vel: egy árvaházba. Egy rejtélyes nő, aki magát Landry anyjának nevezi, elvezeti őket a Grál rejtekhelyéhez. Johanna felfedezi, hogy unokatestvére, Elena háborút indít szülőhelye, Navarra ellen. De Nogaret, aki magát a köznépből valónak álcázza és bújkál, tudomást szerez Johanna terhességéről. Kikövetkezteti, hogy ki lehet a gyerek apja, és elhatározza, hogy értesíti erről Fülöpöt. Parsifal bosszút áll Rolandon, és megtudja, kinek is dolgozik igazából. |     |                                                                                             |                   |                                       |                                       |
| 8. | 8.  | IV (IV)                                                                                     | Douglas MacKinnon | Vincent Angell                        | 2018. január 24. 2018. január 26.     |
| Landry visszaviszi a Szent Grált a templomosok rendházába, ahol átadja Bonifác pápának, aki máris egy újabb keresztes háborút tervez. A háború célja azonban nem más, mint a pápa világuralmi törekvésének eszköze. Aggódó anyja, és Rashid, a szaracén felfedezik, hogy ki is az áruló, akit maga a pápa bízott meg. De Nogaret hatalmas kockázatot vállalva értesíti Fülöp királyt a királyné románcáról és a pápa törekvéseiről.Johanna úgy dönt, hogy Elena likvidálásával egyesíti Katalóniát és Navarrát. |     |                                                                                             |                   |                                       |                                       |
| 9. | 9.  | Engedd! (Fiat!)                                                                             | Douglas MacKinnon | Vivian Tse & Sharon Hoffman           | 2018. január 31. 2018. február 2.     |
| Tancrede visszatér, és Landry segítségével megpróbálják meggyőzni a templomosok nagymesterét, Jacques De Molay-t, hogy szövetkezzen velük a pápa ellen. Csakhogy Molay közben már felesküdött a pápára, és ennek Gwaine is tanúja volt. A nagymester perbefogja Landryt, akit bűnösnek találják öt főbűnben, és kiátkozzák. Navarrában Johanna királyné igyekszik megszabadulni Fülöptől, akinek már szintén megvannak a maga tervei. |     |                                                                                             |                   |                                       |                                       |
| 10. | 10. | Látod a kék eget? (Do You See The Blue?)                                                    | Douglas MacKinnon | Dominic Minghella & Sonny Postiglione | 2018. február 7. 2018. február 9.     |
| De Nogaret bérgyilkosa megszerzi a Szent Grált és elviszi Fülöp királynak. Bonifác pápa ezt megtudván Landyrtől kér segítséget a visszaszerzése érdekében. Fülöp király, erről tudomást szerezve, és ismét De Nogaret befolyása alatt állva, meg akarja öletni egykori mentorát. Titokban tervezik végrehajtani, és leplezésképpen hatalmas temetést tartanának a városban, elterelve magukról a gyanút. Johanna királyné megtudja ezt, és ellopja a Grált, majd visszaadja Landryéknek. Megszöknek, azonban Gawain vezetésével rajtuk ütnek az erdőben. Johanna hiába könyörög az életéért, Fülöp leszúrja a kardjával. Landry megitatja a Szent Grálból, hogy megmentse az életét, azonban nem őt menti meg a Grál, hanem újszülött lánygyermekét. A Grál összetörik, egy templomos mester, Berenger pedig egy tekercset talál benne, amelyen nevek találhatóak. Azt azonban azon nyomban le is nyeli. |     |                                                                                             |                   |                                       |                                       |

### Második évad (2019)
| Sor. | Év. | Cím                                                                   | Rendező          | Író                                 | Premier                             |
| ---- | --- | --------------------------------------------------------------------- | ---------------- | ----------------------------------- | ----------------------------------- |
| 11.  | 1.  | Isten kivégzői (God's Executioners)                                   | Rick Jacobson    | Aaron Helbing                       | 2019. március 25. 2019. március 27. |
| 12.  | 2.  | A belső ördög (The Devil Inside)                                      | Samira Radsi     | Ethan Reiff és Cyrus Voris          | 2019. április 1. 2019. április 3.   |
| 13.  | 3.  | Hit (Faith)                                                           | Samira Radsi     | Russell Rothberg                    | 2019. április 8. 2019. április 10.  |
| 14.  | 4.  | Isten előtt egyenlő (Equal Before God)                                | David Wellington | Kristen SaBerre                     | 2019. április 15. 2019. április 17. |
| 15.  | 5.  | Út Chartres-be (Road to Chartres)                                     | David Wellington | Aaron Helbing                       | 2019. április 22. 2019. április 24. |
| 16.  | 6.  | Vérrel átitatott kő (Blood Drenched Stone)                            | Roel Reiné       | Ethan Reiff és Cyrus Voris          | 2019. április 29. 2019. május 1.    |
| 17.  | 7.  | A halál vár (Death Awaits)                                            | Roel Reiné       | Russell Rothberg és Kristen SaBerre | 2019. május 6. 2019. május 8.       |
| 18.  | 8.  | Amíg lélegzem, bízom a kereszten (While I Breathe, I Trust the Cross) | Rick Jacobson    | Aaron Helbing                       | 2019. május 13. 2019. május 15.     |

## Történelmi hitelesség
A Templomosok történelmi témájú sorozat, ám a történeti tényekkel szabadon bánik. Szép Fülöp több fiát mellőzték a cselekményben. Izabella a templomos rend felszámolása idején mindössze tizenegy éves volt, a sorozatban viszont felnőtt nőként látjuk őt. Izabella esküvői ruháját például fehér színnel ábrázolták, ami azonban a középkorra nézve anakronisztikusnak tekinthető. Nogaret alakjában valójában összegyúrták a ténylegesen létező pecsétőrt, valamint Enguerrand de Marigny alakját. Mivel a Templomosok nem dokumentumfilmnek készült, igazságtalan lenne túl magas elvárásokat támasztanunk hitelesség tekintetében. Az alkotók igaz, nem feltétlenül a hiteleségre törekedtek, mégis remek sorozatot hoztak létre.

## Fordítás
- Ez a szócikk részben vagy egészben  a   Knightfall (TV series) című angol Wikipédia-szócikk ezen változatának fordításán alapul.  Az eredeti cikk szerkesztőit annak laptörténete sorolja fel. Ez a jelzés csupán a megfogalmazás eredetét és a szerzői jogokat jelzi, nem szolgál a cikkben szereplő információk forrásmegjelöléseként.